# Útěk ze Sibiře
Útěk ze Sibiře (orig. The Way Back) je americký film z roku 2010, který natočil režisér Peter Weir podle scénáře, který napsal společně s Keithem Clarkem. Film je inspirován memoáry bývalého polského válečného zajatce Sławomira Rawicze Dlouhá cesta (The Long Walk, 1956). Rawicz tvrdil, že za druhé světové války uprchl ze sovětského gulagu a pěšky ušel 6 400 km) na svobodu. Autobiografičnost Rawiczovy předlohy byla nicméně zpochybněna, zdá se, že jeho kniha je ve skutečnosti záznamem příběhu jiných utečenců.
Filmové drama popisuje strastiplnou cestu několika uprchlíků z ruského gulagu v roce 1941, která prověří nejen lidské charaktery, ale především jejich touhu po svobodě a vůli k životu. Mezinárodní skupinka vězňů zažije nelítostnou sibiřskou zimu, projdou oblastí jezera Bajkal a překročí Transsibiřskou magistrálu. Před sebou však mají ještě poušť Gobi, Himálaj a Tibet. Zachrání se až v Indii po absolvování cesty dlouhé 6 400 km.
Ve filmu hrají Jim Sturgess, Colin Farrell, Ed Harris a Saoirse Ronan, Alexandru Potocean, Sebastian Urzendowsky, Gustaf Skarsgård, Dragoș Bucur a Mark Strong.

## O filmu
Film je volně založen na knize Dlouhá cesta, memoárech Sławomira Rawicze, které popisují jeho údajný útěk ze sibiřského gulagu a následný šestitisícikilometrový pochod za svobodou do Indie. Knihy se prodalo více než 500 000 výtisků a je jí připisována inspirace pro mnoho cestovatelů. V roce 2006 BBC objevila záznamy (včetně těch, které napsal sám Rawicz), z nichž vyplývá, že spíše než o útěk z gulagu se ve skutečnosti jednalo o propuštění ze SSSR v roce 1942. Existují ale nepřímé důkazy, že k nějakému putování za svobodou popsanému v knize a filmu došlo. Britský zpravodajský důstojník v Kalkatě kapitán Rupert Mayne vedl v roce 1942 rozhovor se třemi vyhublými muži, kteří tvrdili, že uprchli ze Sibiře. Mayne vždy věřil, že jejich příběh je stejný jako příběh z filmu Útěk ze Sibiře. Zůstává tedy možnost, že někdo, i když ne Rawicz, tento mimořádný výkon dokázal.
Ačkoli režisér Peter Weir nadále tvrdí, že se takzvaný dlouhý pochod stal, sám označuje snímek za v podstatě fiktivní. Film produkovaly společnosti Imagenation Abu Dhabi, Exclusive Media Group, Spitfire Pictures a National Geographic Entertainment. Hlavní natáčení probíhalo v Bulharsku, Maroku a Indii. V Bulharsku byly postaveny kulisy gulagu o rozloze 5 000 metrů čtverečních, které se později používaly také pro další natáčení.
Snímek získal vesměs pozitivní recenze kritiků a byl nominován na Oscara za nejlepší maskérské zpracování. Režisér svůj film osobně uvedl v roce 2011 v Praze na Febiofestu a převzal zde ocenění Kristián za přínos světové kinematografii.

## Děj filmu
Během druhé světové války, po sovětské invazi do Polska, je mladý důstojník polské armády Janusz Wieszczek vězněn a vyslýchán NKVD. Sověti, kteří ho nedokážou přimět k přiznání, že je špion, vezmou do vazby i jeho ženu a krutě ji mučí, vymáhají od ní prohlášení, které ho odsuzuje. Je odsouzen na 20 let do pracovního tábora Gulag hluboko na Sibiři.
Tam se setkává s těmi, s nimiž později plánuje útěk:
- americký inženýr pan Smith,
- herec Chabarov,
- otrlý ruský zločinec Valka,
- polský umělec Tomasz,
- lotyšský kněz Voss,
- Polák trpící šeroslepostí Kazik a
- jugoslávský účetní Zoran.

Chabarov Januszovi tajně sdělí, že plánuje útěk na jih do Mongolska, a to kolem jezera Bajkal. Smith Janusze upozorní, že Chabarov s nově příchozími probírá plány na útěk, aby si udržel morálku, ale nic z toho nebude. Januszovi se občas zdá, že má halucinace o vstupních dveřích venkovského domu a přilehlé okenní římse, na níž jsou rostliny a kámen, na který se snaží dosáhnout. Janusz se vydává na útěk se Smithem, Valkou, Vossem, Tomaszem, Zoranem a Kazikem během silné sněhové bouře, která zahalí jejich stopy.
Druhou noc putování se Kazik ztratí při hledání dřeva a umrzne a skupina ho pohřbí. Po mnoha dnech cesty přes sibiřské sněhy dorazí k jezeru Bajkal. Tam se setkávají s Irenou, mladou polskou dívkou, která jim vypráví, že jí ruští vojáci zavraždili rodiče a poslali ji do kolchozu u Varšavy, kde s ní krutě zacházeli, a proto utekla. Smith si všimne nepřesností v jejím vyprávění, protože Varšava je okupována Němci, nicméně navzdory obavám, že je zpomalí a zatíží jejich skromné zásoby potravin, souhlasí se skupinou, aby s nimi pokračovala dál. Smith ji nakonec upozorní na lež a řekne, že už to nebude tolerovat, dívka přizná, že její rodiče byli komunisté, ale komunističtí vládci je stejně zabili a ji poslali do sirotčince.
Když se skupina dostane na nehlídanou hranici mezi Sovětským svazem a Mongolskem, Valka, který zbožňuje Josifa Stalina a neví, co by dělal jinde, se rozhodne zůstat. Ostatní pokračují do Ulánbátaru, ale brzy spatří obrazy Stalina, Chorlogína Čojbalsana a rudé hvězdy. Janusz si uvědomí, že Mongolsko je pod komunistickou kontrolou, a protože Čína je ve válce s Japonskem, řekne skupině, že by se měli uchýlit do Britské Indie. Během cesty na jih přes poušť Gobi skupinu oslabují nedostatek vody, písečné bouře, úpal, puchýře a úžeh. Najdou studnu, která jim poskytne dočasnou úlevu. Krátce po odchodu je však zasáhne písečná bouře a přijdou o většinu zásob vody. Skupina si uvědomí, že studnu už nikdy nenajde, a pokračuje dál. Irena několikrát zkolabuje a brzy umírá. O několik dní později zkolabuje a umírá také Tomasz. Smith je na pokraji smrti, ale poté, co ho Janusz, Zoran a Voss motivují, se rozhodne ke skupině znovu připojit a silně dehydratovaná čtveřice najde tolik potřebný zdroj vody. Brzy poté se dostanou do Číny průchodem přes Velkou čínskou zeď.
Když se dostanou do Himálaje a všichni jsou na pokraji smrti, zachrání je tibetský mnich, který je odvede do buddhistického kláštera, kde znovu naberou síly. Smith se rozhodne vydat do Lhasy s pomocí jednoho z mnichových kontaktů, který ho propašuje přes Čínu. Jakmile tam dorazí, předpokládá, že se mu podaří spojit se s americkou armádou a jeho návrat do Ameriky bude zajištěn. Zbylá trojice pokračuje v putování Himálajem a nakonec se dostane do Indie, kde získá pomoc vesničanů a indická vláda jim pomáhá dostat se  domů.
Na konci filmu Janusz pokračuje v putování po světě až do roku 1989, kdy je komunistický režim v Polsku odstaven od moci. Závěrečná scéna filmu ukazuje Janusze, jak si 50 let po zajetí znovu představuje dveře a sahá po skále; tentokrát vezme klíč ukrytý pod skálou, aby dveře otevřel a usmířil se se svou ženou.

## Obsazení
| Herec                 | Role                        |
| --------------------- | --------------------------- |
| Jim Sturgess          | Janusz Wieszczek            |
| Ed Harris             | pan Smith                   |
| Saoirse Ronan         | Irena Zielińska             |
| Colin Farrell         | Valka                       |
| Dragoș Bucur          | Zoran                       |
| Alexandru Potocean    | Tomasz Horodinsky           |
| Gustaf Skarsgård      | Andrejs Voss                |
| Sebastian Urzendowsky | Kazik                       |
| Mark Strong           | Andrej Timofejevič Chabarov |